# Lara Croft
Lara Croft è un personaggio immaginario, e la protagonista della serie di videogiochi Tomb Raider, da cui sono stati tratti film, fumetti e serie televisive animate. È un'archeologa e ricca avventuriera nobile inglese, abile nell'azione e nell'uso delle armi contro avversari realistici o fantastici, ed è la protagonista assoluta dei videogiochi e di tutto il franchise. Lara Croft è una delle più famose icone del mondo dei videogiochi in generale, divenuta rapidamente anche una stella mediatica.
Si hanno tre "Lara Croft" caratterizzate in maniera diversa, corrispondenti a tre serie di videogiochi: la prima è una donna adulta fredda e sarcastica ideata da Toby Gard e protagonista della serie classica di sei videogiochi 1996-2003 (Tomb Raider, II, III, IV, V, VI); la seconda, sempre ideata da Toby Gard, è la protagonista della trilogia LAU 2006-2008 (Legend, Anniversary, Underworld), ed è simile alla prima, anche se con una storia modificata (infanzia e vicende narrate in Anniversary); la terza, ideata da Rhianna Pratchett, è una ragazza giovane, insicura ed empatica, protagonista della trilogia Survivor 2013-2018 (Tomb Raider, Rise, Shadow).

## Biografia
Nel corso degli anni la saga ha cambiato casa sviluppatrice e ha pertanto subito diverse rivisitazioni. Sono state create tre serie di videogiochi Tomb Raider, delle quali, la Lara Croft della serie classica di sei videogiochi 1996-2003 (Tomb Raider, II, III, IV, V, VI) della casa sviluppatrice inglese Core Design) e quella della seconda serie di tre videogiochi detta LAU 2006-2008 (Legend, Anniversary, Underworld) della casa sviluppatrice californiana Crystal Dynamics, presentano una certa continuità anche se differiscono nella data di nascita (rispettivamente 1968 e 1974), nella biografia, e per quanto riguarda gli eventi narrati in Tomb Raider del 1996 e Tomb Raider: Anniversary del 2007 (due narrazioni diverse delle stesse vicende). La Lara Croft di queste due serie, ideata in entrambe le versioni da Toby Gard, è una donna adulta caucasica, molto avvenente, dal carattere determinato, dotata di durezza, freddezza e sarcasmo. Nella versione in lingua inglese dei giochi parla inglese britannico.
La terza serie di videogiochi detta Survivor 2013-2018 (Tomb Raider, Rise, Shadow), sempre sviluppata da Crystal Dynamics, ha invece proposto una revisione completa del personaggio di Lara Croft, trasformato sia nella biografia che nel carattere e nella fisicità. Questa nuova Lara Croft, concepita da Rhianna Pratchett, è una ragazza giovane (nata nel 1992) di bellezza meno prorompente, caratterialmente fragile e insicura, e priva dell'asprezza e del sarcasmo della Lara originale. Nella versione in inglese dei giochi parla un inglese dall'accento indefinito, o anglo-americano.

### Lara Croft dell'esalogia classica, 1996-2003
Lara Croft nasce in Inghilterra, ad Abbingdon, il 14 febbraio 1968. Sin dall'età di tre anni, Lara riceve un'istruzione privata dentro le mura di casa (Croft Manor), seguita da un precettore, e a undici frequenta l'istituto femminile di Wimbledon.
A partire dal quarto gioco, The Last Revelation, vengono dati più approfondimenti sul suo passato, introducendo in particolare il suo mentore e futuro rivale Werner Von Croy. All'età di sedici anni, alla Gordonstoun School, Lara nota una copia del National Geographic con un rispettabile archeologo in prima pagina: Werner Von Croy, il quale teneva anche delle conferenze nella scuola di Lara. L'interesse di Lara verso l'archeologia sorprende Von Croy al punto che decide di fare un'escursione con lei in Cambogia. Il padre di Lara non era molto propenso a spedirla in quei luoghi, ma alla fine decide di accettare e scrive una lettera all'archeologo, sotto insistenza della giovane ragazza. La spedizione, purtroppo, si conclude con un tragico incidente che coinvolge Von Croy danneggiandogli una gamba.
All'età di ventun'anni, Lara ha un incidente aereo sulle montagne dell'Himalaya, che la vede costretta a sopravvivere alle più ostili condizioni, per poi giungere due settimane dopo nel villaggio di Tokakeriby. La sua esperienza la trasforma radicalmente, divenendo la rinomata archeologa avventuriera attualmente conosciuta.
Negli otto anni seguenti, Lara inizia a girare il mondo, e acquisisce una conoscenza da autodidatta sulle antiche civiltà intorno ad esso. La sua famiglia, però, essendo contraria al suo nuovo stile di vita, la disereda, sperando invano che Lara torni sotto il talamo familiare e sposi un aristocratico suo coetaneo, il conte di Farrington. Lara continua a scrivere per finanziare i suoi viaggi, ma non mostra il minimo interesse nel ricoprire e svolgere il suo rango di aristocratica.
Lara diviene famosa per aver scoperto diversi siti archeologici di profondo interesse e conosciuta per aver sconfitto un vero e proprio Bigfoot nel Nord America, si costruisce da sola la propria fama pubblicando libri di viaggio e dettagliate riviste sulle sue spedizioni.

### Lara Croft della trilogiaLAU, 2006-2008
A partire da Tomb Raider: Legend (2006) lo sviluppo della saga passò alla Crystal Dynamics, che pur restando relativamente rispettosa della continuità con il passato, rilanciò una Lara più umana e psicologicamente approfondita.
Lara Croft, nata il 14 febbraio 1974, è una contessa inglese di undicesima generazione. Alla famiglia Croft sono stati concessi sia il titolo che i diritti delle immaginarie Abbingdon e Surrey, dal re Edoardo VI nel 1547. Le tenute Croft sono composte da tre differenti manieri, due dei quali sono mantenuti dal National Trust; il terzo è la casa di Lara Croft.
Ella è un'aristocratica molto riservata, ma spesso al centro di intensi dibattiti sia sul campo scientifico che politico, inclusa la stampa popolare. Idealizzata e disprezzata in egual misura, i viaggi intrapresi dalla donna sono oggetto d'interesse da parte del pubblico.
Lara Croft nasce nel Buckinghamshire presso il Surrey's Parkside Hospital, ed è la figlia unigenita dell'archeologo Lord Richard James Croft, il conte di Abbingdon, e della contessa Amelia De Mornay. Tra i tre e sei anni frequenta un collegio femminile, dove si osservano subito le doti della bambina.
A nove anni, Lara viene coinvolta in un incidente aereo nell'Himalaya, durante il quale sua madre scompare in circostanze misteriose. La bambina rimane nel luogo per dieci giorni attraversando i monti dell'Himalaya, considerati tra i più ostili ambienti del pianeta. Giunta a Katmandu, Lara arriva presso una locanda dove contatta il padre e lo informa dell'accaduto. Nei sei anni seguenti, Lara segue suo padre viaggiando intorno al mondo da uno scavo archeologico a un altro. Durante questo periodo, apprende in prima persona il mestiere dell'archeologo.
Quando Lara compie diciassette anni, suo padre Richard scompare durante una spedizione in Thailandia. Ricerche più estese sia dalle autorità che da Lara stessa ritrovano resti umani che tuttavia non potevano essere identificati. Dal momento che il corpo di Lord Croft non viene mai ufficialmente ritrovato, Lara non poteva ereditare il titolo Croft direttamente, e divenuta maggiorenne, la ragazza disputa una battaglia legale contro lo zio paterno, Errol Croft, sul controllo delle tenute di Abbingdon.
Alla fine, Lara vince la causa e prende possesso della sua eredità, che la porta tuttavia a essere ufficiosamente estraniata dai restanti parenti prossimi della sua famiglia paterna, ma la cosa non sembra preoccupare Lara, che può finalmente condurre una vita libera ed indipendente. Negli anni a seguire, Lara organizza numerose spedizioni.
Riguardo ai numerosi viaggi della giovane contessa sono state scritte numerose biografie e libri, alla quale attribuiscono delle folli e fantastiche prodezze alle sue gesta, che vanno dalla scoperta di dinosauri viventi nel Congo all'infiltrarsi nell'Area 51 nel Nevada. La versione ufficiale dalla tenuta Croft su queste opere è stata semplicemente la seguente: «… questi libri sono delle totali sciocchezze: sono degli sgraziati trash, racconti di totale finzione».

### Lara Croft della trilogiaSurvivor, 2013-2018
Nella terza serie, iniziata con Tomb Raider (2013) e conclusa con Shadow of the Tomb Raider (2018), completamente separata rispetto alle due serie precedenti, la scrittrice Rhianna Pratchett si è occupata della trama del gioco e del seguito, nonché di una totale riscrittura della biografia di Lara Croft, trasformata sia nell'aspetto fisico che nel carattere.
Nata il 14 febbraio 1992, questa Lara è ancora dubbiosa e inesperta, con una grande passione per l'ignoto ed il mistero, che la spingono a cercare delle spiegazioni razionali su ogni cosa. Affascinata dall'archeologia, la ragazza decide di andare oltre le semplici fantasie e di lanciarsi in imprese archeologiche.
Dovrà far fronte alla fama dei suoi genitori e al suo titolo nobiliare, verso il quale la ragazza ha degli obblighi. Lara sogna sì di affermarsi, ma vuole dedicarsi alla sua passione nel mondo che le è più congeniale. Lara respinge l'invito di prescrizione inviatole da Cambridge e s'iscrive ad un'università meno prestigiosa per immergersi in una esperienze di vita più essenziale e meno agiata. Tale esperienza accresce interiormente la ragazza, molto di più di quanto lo sarebbe stata se avesse percorso il più agevole e proficuo itinerario scolastico scelto dai genitori, oltre che a rafforzare il forte senso di impegno personale.
Compiuti ventuno anni, Lara finisce gli studi universitari e s'imbarca sulla nave di salvataggio Endurance, capitanata da Conrad Roth, un ex-soldato della marina britannica noto per la sua propensione ad interpretare a proprio favore, o anche violare, la legge pur di intraprendere le sue spedizioni e accaparrarsi le rarità su cui ha posato gli occhi.
Lara si integra con l'equipaggio, e la posizione di ragazza più giovane e inesperta le fa guadagnare l'affetto, ricambiato, di più di una persona. Questa prima avventura, il cui oggetto è la ricerca del reame perduto di Yamatai - guidato dalla leggendaria regina Himiko - doveva essere un momento determinante nella nascente carriera di Lara, un'occasione per la ragazza di lasciare il proprio segno con una scoperta memorabile. Tuttavia, prima di giungere fino alle coste giapponesi, la spedizione viene bruscamente portata fuori rotta da una violenta tempesta che spezza letteralmente in due la Endurance, lasciando la giovane Croft, impreparata ad un simile evento, alla deriva di un'isola all'interno del Triangolo del Drago, una misteriosa regione situata agli antipodi del Triangolo delle Bermuda, che si rivela essere proprio l'ubicazione di Yamatai. Lara si ritrova inevitabilmente ad affrontare situazioni estreme, così come a dover maturare in fretta per fronteggiare al meglio quelle avversità che più di una volta la opprimeranno.
Rhianna Pratchett in un'intervista ha ammesso di aver voluto "umanizzare Lara Croft", rendendola una "giovane, inesperta", costretta a sopravvivere piuttosto che impegnata in avventure per divertimento. Ha anche ammesso di aver voluto trasformare la Lara Croft originale perché, secondo lei, era pensata "per i maschi".
La nuova Lara è stata oggetto di varie critiche da parte della comunità videoludica, per via del cambiamento così drastico rispetto al personaggio originale.
Diversi commentatori della scena videoludica hanno visto nella trasformazione del personaggio da donna spericolata, intelligente, determinata e «che uccideva perché le piaceva», in una ragazzina dalle «curve ridotte […] zigomi rialzati per farla apparire un'adolescente vulnerabile, che passa la maggior parte del tempo a gridare e piangere», che «cade, è colta da panico, è colpita e quasi assaltata sessualmente», "dubbiosa" e «dispiaciuta nell'uccidere», notando l'"indebolimento" del personaggio, che è difficile credere che possa diventare la stessa Lara del futuro.

## Sviluppo
Lara venne creata dallo sviluppatore britannico Core Design come protagonista del primo Tomb Raider, pubblicato nel 1996 da Eidos Interactive.
Il designer Toby Gard viene riconosciuto come la principale mente dietro all'ideazione del personaggio, un'archeologa armata di due pistole, dall'aspetto accattivante caratterizzato da una lunga treccia, pantaloncini molto corti e un body in lycra color verde acqua.
Gard volle realizzare un'innovativa protagonista femminile forte e indipendente, lontana dall'essere il classico feticcio sessuale. Il risultato finale fu un compromesso tra le idee di Gard e quelle del resto della squadra di sviluppo, più propensa a darle una valenza erotica. 
Inizialmente il nome previsto era Laura Cruz, un personaggio ispanico, e anche questo per l'epoca era una piccola rivoluzione, ma probabilmente i tempi non erano abbastanza maturi e infine divenne l'inglese Lara Croft.
Il personaggio riprende lo stereotipo dell'archeologo-avventuriero, ispirato piuttosto apertamente a Indiana Jones; non è una notizia confermata, ma pare che i primi schizzi rappresentassero proprio un personaggio maschile simile a lui.
Secondo la diceria, il fisico maggiorato di Lara nacque come uno scherzo del disegnatore, che aumentò del 150% il volume del seno del personaggio. Il team di sviluppo però, vedendo il bozzetto, rimase positivamente impressionato dalle nuove misure, tanto che esse diventarono quelle definitive, mettendo da parte il realismo. Esse però a partire dal titolo Legend saranno rese meno prorompenti e più realistiche.
Lara fu presentata la prima volta all'Electronic Entertainment Expo del 1996, supportata da una nuova scheda grafica Nvidia. Consapevole del carisma del personaggio, al successivo European Computer Trade Show Eidos basò tutto il marketing di Tomb Raider proprio sulla figura della protagonista, ingaggiando allo scopo anche delle modelle. Il gioco era solido e promettente di per sé, ma Lara era il vero cavallo di battaglia, tanto che la copertina recitava "featuring Lara Croft" come se fosse già un personaggio famoso.

## Successo e riconoscimenti
Sin dal 1996, Tomb Raider fece subito successo in tutto il mondo già il primo giorno di vendita; il successo della serie non è dovuto solamente al forte senso di avventura e di azione, ma grazie anche alle fattezze della protagonista.
Come protagonista donna, Lara rappresentò una pietra miliare nella storia della rappresentazione di genere nei videogiochi.
Dal 1996 Tomb Raider ha sempre suscitato curiosità nei confronti dei media, anche al di fuori di riviste di console e pc, ma soprattutto quando la rivista The Face (gossip & moda) mise in copertina Lara Croft.
Insomma si è creato un intero marchio intorno a Tomb Raider e Lara Croft, anche quando SEAT, Visa e Lucozade (che poi cambiò in Larazade) usarono il volto di Lara Croft per pubblicizzare automobili, carte di credito e bevande. Anche gli U2 si interessarono a Lara e commissionarono a Eidos del materiale esclusivo da proiettare sui maxischermi durante il loro PopMart Tour.
Nel 2006 il Guinness dei primati ha riconosciuto Lara Croft come "l'eroina dei videogiochi più famosa del mondo".
Sempre nel 2006 le fu assegnata una stella nella Walk of Game.
In Inghilterra, il tratto di circonvallazione interna tra Osmaston Road e Burton Road a Derby è stato chiamato "Lara Croft Way". La cittadina di Derby è stata sede della Core Design, software house che creò i primi capitoli della serie Tomb Raider.
La rivista Forbes pone Lara al 14º posto dei "personaggi di fantasia più ricchi del mondo" e al 1º posto come "personaggio femminile fittizio più ricco del mondo" con un patrimonio di 900 milioni di dollari.

## Elenco dei videogiochi

### Esalogia classica
- Tomb Raider (1996)
- Tomb Raider II (1997)
- Tomb Raider III (1998)
- Tomb Raider: The Last Revelation o Tomb Raider IV (1999)
- Tomb Raider: Chronicles o Tomb Raider V (2000)
- Tomb Raider: The Angel of Darkness o Tomb Raider VI (2003)

### TrilogiaLAU
- Tomb Raider: Legend (2006)
- Tomb Raider: Anniversary (2007)
- Tomb Raider: Underworld (2008)

### TrilogiaSurvivor
- Tomb Raider (2013)
- Rise of the Tomb Raider (2015)
- Shadow of the Tomb Raider (2018)

### Spin-offLara Croft
- Lara Croft and the Guardian of Light (2010)
- Lara Croft and the Temple of Osiris (2014)
- Lara Croft: Relic Run (2015)
- Lara Croft GO (2015)

## Doppiaggio
Parte importante della caratterizzazione di Lara Croft è dovuta al suo accento inglese, utilizzato dalle doppiatrici che l'hanno interpretata nelle sue avventure.
In italiano invece Lara Croft è sempre stata doppiata da Elda Olivieri, dal secondo episodio in poi (essendo il primo rimasto in lingua inglese anche nella versione distribuita in Italia). Dal 2013, in onore del reboot della serie, Lara Croft viene doppiata da una nuova doppiatrice italiana: Benedetta Ponticelli.
Nella sua incarnazione cinematografica interpretata da Angelina Jolie, Lara Croft è doppiata da Silvia Tognoloni.

## Modelle

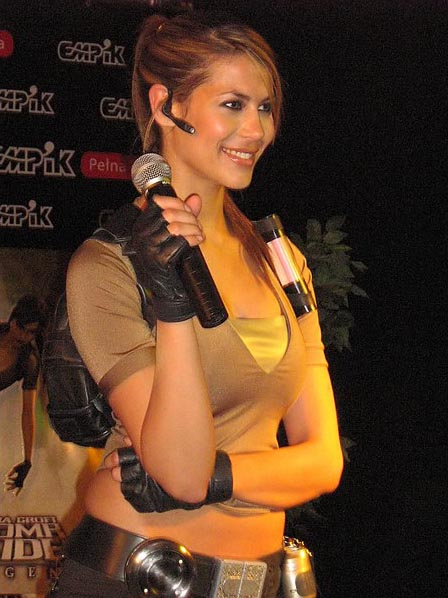
Karima Adebibe nel 2006

Dal primo episodio di Tomb Raider, si sono susseguite molte modelle che, tramite servizi fotografici, interviste e ospitate in programmi televisivi, hanno pubblicizzato ogni capitolo del gioco.

### Videogiochi
- Nathalie Cook per Tomb Raider
- Rhona Mitra per Tomb Raider 2
- Nell Mc Andrews per Tomb Raider 3
- Vanessa Demouy per le copertine promo di Tomb Raider 3
- Lara Weller per Tomb Raider: The Last Revelation
- Lucy Clarkson per Tomb Raider Chronicles
- Jill De Jong per Tomb Raider: The Angel of Darkness
- Karima Adebibe per Tomb Raider Legend e Tomb Raider Anniversary
- Alison Carroll Per Tomb Raider Underworld
- Camilla Luddington per Tomb Raider (2013), Rise of the Tomb Raider e Shadow of the tomb raider

## Altri media

Lara sulla copertina di un album Panini Comics

- Il gruppo musicale tedesco Die Ärzte nel 1998 presentò il video ufficiale del brano Männer sind Schweine il cui si vedrà Lara Croft affrontare la band.
- Il cantautore Eugenio Finardi, al Festival di Sanremo 1999, ha portato la canzone Amami Lara, ispirata appunto alla eroina Lara Croft.
- Nella stessa edizione del Festival, la cantautrice Marina Rei presentò Un inverno da baciare il cui video ufficiale è chiaramente ispirato a Tomb Raider.
- L'artista Miltos Manetas nella sua opera PlayStation Time (1997) fa morire Lara Croft infinite volte, in loop.
- Il gruppo musicale italiano Litfiba dedica una canzone a Lara, in occasione dell'uscita di Tomb Raider: The Angel of Darkness, denominata Larasong.
- Alex C feat. Yasmin K hanno creato una canzone eurodance dedicata a Tomb Raider: The Angel of Darkness intitolata appunto Angel Of Darkness.
- Il personaggio ha avuto una versione fumettistica curata dalla Top Cow, tradotta in italiano dalla Panini Comics.
- Il personaggio ha avuto una versione parodistica italiana interpretata da Sabrina Impacciatore nel programma televisivo Ciro, il figlio di Target, dove critica il giocatore che la controlla per il suo "dito a banana"[9].
- La cantante Francese Erika ha dedicato un brano a Lara: Un Jour Je Serais Lara Croft.

### Cinema
Lara Croft ha avuto tre trasposizioni cinematografiche, di cui i primi due film originali con interprete Angelina Jolie e un terzo con interprete Alicia Vikander.
- Lara Croft: Tomb Raider, regia di Simon West (2001): il primo film ebbe successo, con un incasso di 275 milioni di dollari, ma fu poco apprezzato dalla critica.
- Lara Croft: Tomb Raider - La culla della vita (Lara Croft: Tomb Raider – The Cradle of Life), regia di Jan de Bont (2003): il secondo film ebbe meno successo, con 156 milioni di dollari di incasso a fronte di un budget di 95 milioni. La Jolie dichiarò di non voler più vestire i panni dell'intrepida archeologa.
- Tomb Raider, regia di Roar Uthaug (2018): nel film reboot, la cui anteprima europea è stata diffusa il 6 marzo 2018, una giovane e avventurosa Lara Croft è interpretata da Alicia Vikander. In questa nuova incarnazione del personaggio, il film riporta lo spettatore alle origini della storia, proponendo una trama che ripercorre a grandi linee quella del primo reboot videoludico di pochi anni prima. Nel film, Lara inizia il suo viaggio alla ricerca di se stessa, in un sentiero che la porterà a riscoprire il suo passato e a diventare la famosa ed esperta archeologa.

### Televisione
- Nel 2007 è stata prodotta e trasmessa una serie animata con dieci episodi da GameTap, intitolata Revisioned: Tomb Raider, e Minnie Driver viene prestata la voce in originale a Lara Croft.
- A settembre del 2023 è stata annunciata una serie animata dal titolo Tomb Raider - La leggenda di Lara Croft (Tomb Raider: The Legend of Lara Croft), prodotta da Legendary Television in esclusiva su Netflix e prevista per l'ottobre del 2024. La serie animata è basata sulla trilogia reboot di videogiochi (2013-2018) e del suo adattamento cinematografico del 2018 in cui seguirà direttamente dopo gli eventi del terzo e ultimo gioco Shadow of the Tomb Raider. Hayley Atwell doppierà Lara nella serie.[10]

### Discografia
Rhona Mitra presta la voce a Lara Croft per l'incisione di due album e di un singolo, prodotti da Dave Stewart.
Album
- 1998 - Come Alive
- 1999 - Female Icon

Singoli
- 1997 - Getting Naked